# Тимуми, Мохамед
Мохамед Тимуми (араб. محمد التيمومي‎; род. 15 января 1960, Рабат) — марокканский футболист, выступавший на позиции полузащитника. Признан футболистом года в Африке (1985).

## Карьера
Карьеру начинал в клубе «Юнион Туарга», на профессиональном уровне выступал с 18 лет. В 1982—1986 году играл в одном из сильнейших клубов Марокко — столичном «ФАР», в составе которого выиграл национальный чемпионат и трижды кубок страны. В 1985 году сыграл значительную роль в победе команды в Кубке африканских чемпионов и в том же году был признан лучшим футболистом Африки.
В 1986 году в составе сборной принял участие в Чемпионате мира в Мексике, где марокканцы заняли первое место в группе со сборными Польши, Англии и Португалии. В игре с Португалией при счёте 2:0 в пользу Марокко Тимуми отдал голевой пас на Кримау Мерри. В 1/8 финала «атласские львы» в упорной борьбе уступили будущим вице-чемпионам сборной ФРГ, пропустив на исходе матча, при этом Тимуми был одним лучших на поле в составе сборной Марокко.
После чемпионата мира Мохамед перешёл в испанский «Реал Мурсия», только что вышедший в высшую лигу. В течение сезона за команду из Мурсии Тимуми провел 29 матчей и забил 2 мяча, однако в Испании не задержался и на следующий год оказался в бельгийском «Локерене». В составе бельгийцев игрок выступал два следующих сезона, проведя в общей сложности 31 матч и забив 5 мячей. В 1989—1995 годах играл за различные команды Марокко и оманский «Аль-Сувэйк», завершив карьеру в клубе ФАР.
Играл в амплуа атакующего полузащитника, был левоногим футболистом. Отличался хорошим видением игры, умением отдавать точные передачи и мощным ударом.
После завершения карьеры участвовал в реалити-шоу на марокканском телевидении, посвящённом поиску новых футбольных талантов.

## Достижения

### Командные
«ФАР»
- Чемпион Марокко: 1983/1984
- Обладатель Кубка Марокко (3): 1983/84, 1984/85, 1985/86
- Обладатель Кубка Африканских чемпионов: 1985

«Олимпик» (Касабланка)
- Чемпион Марокко: 1993/94

### Личные
- Футболист года в Африке: 1985